# 1912년 하계 올림픽 육상
1912년 하계 올림픽 육상 경기는 1912년 7월 6일부터 7월 15일까지 총 30개 세부종목으로 나뉘어 치러졌으며, 여자 종목 없이 전부 남자 종목으로만 구성되었다.
지난 대회인 1908년 하계 올림픽 이후 4개 세부종목이 추가되었다. 5마일 달리기 종목이 폐지되고 5000m와 10000m 달리기가 도입됐다. 400m 허들 종목도 폐지되었는데 이후 부활되어 1900년 첫 도입 이래 유일하게 해당 종목이 치러지지 않은 대회로 남았다.
기존 메들리 계주 종목은 4x100m / 4x400m 계주로 대체되었으며 3마일 단체 달리기 종목도 3000m로 단축됐다. 경보는 2개 종목에서 1개 종목으로 축소, 10마일을 10km로 대체하고 3500m 종목을 폐지하였다. 여기에 1904년 대회에는 있었으나 1908년 대회에서 빠졌던 십종 경기가 부활하였으며, 5종 경기도 처음 도입되는 동시에 근대5종도 개별 종목으로 남았다. 지난 대회에서 선보였던 그리스식 원반던지기와 제한 투창던지기는 투환던지기, 원반던지기, 투창던지기의 양손쥐기로 바뀌었다. 또한 크로스컨트리 달리기 개인 / 단체 종목도 처음 도입되었다.

## 참가국
이번 대회 육상 종목에는 27개국 556명의 선수가 참가하였다. 대회 참가국 가운데서는 이집트가 유일하게 육상 경기에 출전하지 않았다.
| - 오스트랄라시아 (5) - 오스트리아 (12) - 벨기에 (2) - 보헤미아 (11) - 캐나다 (18) - 칠레 (6) - 덴마크 (14) - 핀란드 (23) - 프랑스 (32) |  | - 독일 (24) - 영국 (65) - 그리스 (5) - 헝가리 (27) - 아이슬란드 (1) - 이탈리아 (14) - 일본 (2) - 룩셈부르크 (2) - 네덜란드 (1) |  | - 노르웨이 (23) - 포르투갈 (4) - 러시아 (35) - 세르비아 (3) - 남아프리카 공화국 (7) - 스웨덴 (108) - 스위스 (1) - 튀르키예 (2) - 미국 (109) |

## 경기 결과
| 종목                     | 금                                                                             | 금                       | 은                                                                                     | 은                       | 동                                                                             | 동                       |
| ------------------------ | ------------------------------------------------------------------------------ | ------------------------ | -------------------------------------------------------------------------------------- | ------------------------ | ------------------------------------------------------------------------------ | ------------------------ |
| 100m 자세히              | 랄프 크레이그 · 미국                                                           | 10.8                     | 알바 메이어 · 미국                                                                     | 10.9                     | 도널드 리핀코트 · 미국                                                         | 10.9                     |
| 200m 자세히              | 랄프 크레이그 · 미국                                                           | 21.7                     | 도널드 리핀코트 · 미국                                                                 | 21.8                     | 윌리 애플가스 · 영국                                                           | 22.0                     |
| 400m 자세히              | 찰스 레이드패스 · 미국                                                         | 48.2 WR                  | 한스 브라운 · 독일                                                                     | 48.3                     | 에드워드 린드버그 · 미국                                                       | 48.4                     |
| 800m 자세히              | 테드 미어디트 · 미국                                                           | 1:51.9 WR                | 멜 셰퍼드 · 미국                                                                       | 1:52.0                   | 아이라 대번포트 · 미국                                                         | 1:52.0                   |
| 1500m 자세히             | 아놀드 잭슨 · 영국                                                             | 3:56.8 OR                | 아벨 키비아트 · 미국                                                                   | 3:56.9                   | 노먼 테이버 · 미국                                                             | 3:56.9                   |
| 5000m 자세히             | 하네스 콜레마이넨 · 핀란드                                                     | 14:36.6 WR               | 장 부앵 · 프랑스                                                                       | 14:36.7                  | 조지 헛슨 · 영국                                                               | 15:07.6                  |
| 10,000m 자세히           | 하네스 콜레마이넨 · 핀란드                                                     | 31:20.8 OR               | 루이스 테와니마 · 미국                                                                 | 32:06.6                  | 알빈 스텐루스 · 핀란드                                                         | 32:21.8                  |
| 110m 허들 자세히         | 프레드 켈리 · 미국                                                             | 15.1                     | 제임스 웬델 · 미국                                                                     | 15.2                     | 마틴 호킨스 · 미국                                                             | 15.3                     |
| 4 × 100m 계주 자세히     | 영국 (GBR) · 윌리 애플가스 · 빅터 다시 · 데이비드 제이컵스 · 헨리 매킨토시     | 42.4                     | 스웨덴 (SWE) · 크누트 린드베리 · 샬레스 루테르 · 이반 묄레르 · 투레 페르손             | 42.6                     | 없음                                                                           | 없음                     |
| 4 x 400m 계주 자세히     | 미국 (USA) · 에드워드 린드버그 · 테드 미어디트 · 찰스 레이드패스 · 멜 셰퍼드   | 3:16.6 WR                | 프랑스 (FRA) · 피에르 페이요 · 샤를 를롱 · 샤를 풀나르 · 로베르 쉬레르                 | 3:20.7                   | 영국 (GBR) · 어니스트 헨리 · 조지 니콜 · 시릴 시드하우스 · 제임스 수터         | 3:23.2                   |
| 3000m 단체 자세히        | 미국 (USA) · 텔 버나 · 조지 본해그 · 아벨 키비아트 · 루이스 스콧 · 노먼 테이버 | 9점                      | 스웨덴 (SWE) · 브로르 포크 · 닐스 프뤼크베리 · 토릴드 올손 · 에른스트 비데 · 욘 산데르 | 13점                     | 영국 (GBR) · 조 코트릴 · 조지 허치슨 · 윌리엄 무어 · 에드워드 오웬 · 시릴 포터 | 23점                     |
| 마라톤 자세히            | 켄 맥아더 · 남아프리카 공화국                                                  | 2:36:54.8 OR             | 크리스천 기트셤 · 남아프리카 공화국                                                    | 2:37:52.0                | 개스톤 스트로비노 · 미국                                                       | 2:38:42.4                |
| 10km 경보 자세히         | 조지 굴딩 · 캐나다                                                             | 46:28.4                  | 어니스트 웹 · 영국                                                                     | 46:50.4                  | 페르난도 알티마니 · 이탈리아                                                   | 47:37.6                  |
| 개인 크로스컨트리 자세히 | 하네스 콜레마이넨 · 핀란드                                                     | 45:11.6                  | 얄마르 안데르손 · 스웨덴                                                               | 45:44.8                  | 욘 에케 · 스웨덴                                                               | 46:37.6                  |
| 단체 크로스컨트리 자세히 | 스웨덴 (SWE) · 얄마르 안데르손 · 욘 에케 · 요세프 테른스트룀                   | 10점                     | 핀란드 (FIN) · 얄마리 에스콜라 · 하네스 콜레마이넨 · 알빈 스텐루스                     | 11점                     | 영국 (GBR) · 어니스트 글로버 · 프레데릭 히빈스 · 토머스 험프리스               | 49점                     |
| 멀리뛰기 자세히          | 앨버트 거터슨 · 미국                                                           | 7.60 m OR                | 캘빈 브리커 · 캐나다                                                                   | 7.21 m                   | 예오리 오베리 · 스웨덴                                                         | 7.18 m                   |
| 세단뛰기 자세히          | 구스타프 린드블롬 · 스웨덴                                                     | 14.76 m                  | 예오리 오베리 · 스웨덴                                                                 | 14.51 m                  | 에리크 알름뢰프 · 스웨덴                                                       | 14.17 m                  |
| 높이뛰기 자세히          | 앨마 리처드 · 미국                                                             | 1.93 m OR                | 한스 리슈 · 독일                                                                       | 1.91 m                   | 조지 호린 · 미국                                                               | 1.89 m                   |
| 장대높이뛰기 자세히      | 해리 바브콕 · 미국                                                             | 3.95 m OR                | 프랭크 넬슨 · 미국마크 라이트 · 미국                                                   | 3.85 m                   | 윌리엄 할페니 · 캐나다 프랭크 머피 · 미국베르틸 우글라 · 스웨덴                | 3.80 m                   |
| 제자리멀리뛰기 자세히    | 콘스탄티노스 시클리티라스 · 그리스                                             | 3.37 m                   | 플랫 애덤스 · 미국                                                                     | 3.36 m                   | 벤자민 애덤스 · 미국                                                           | 3.28 m                   |
| 제자리높이뛰기 자세히    | 플랫 애덤스 · 미국                                                             | 1.63 m                   | 벤자민 애덤스 · 미국                                                                   | 1.60 m                   | 콘스탄티노스 시클리티라스 · 그리스                                             | 1.55 m                   |
| 포환던지기 자세히        | 팻 맥도널드 · 미국                                                             | 15.34 m OR               | 랄프 로즈 · 미국                                                                       | 15.25 m                  | 로렌스 휘트니 · 미국                                                           | 13.93 m                  |
| 원반던지기 자세히        | 아르마스 타이팔레 · 핀란드                                                     | 45.21 m OR               | 리처드 버드 · 미국                                                                     | 42.32 m                  | 제임스 덩컨 · 미국                                                             | 42.28 m                  |
| 해머던지기 자세히        | 맷 맥그래스 · 미국                                                             | 54.74 m OR               | 덩컨 길리스 · 캐나다                                                                   | 48.39 m                  | 클래런스 차일드 · 미국                                                         | 48.17 m                  |
| 창던지기 자세히          | 에리크 렘밍 · 스웨덴                                                           | 60.64 m OR               | 율리우스 사리스토 · 핀란드                                                             | 58.66 m                  | 모르 코찬 · 헝가리                                                             | 55.50 m                  |
| 양손포환던지기 자세히    | 랄프 로즈 · 미국                                                               | 15.23 + 12.47 = 27.70 m  | 팻 맥도널드 · 미국                                                                     | 15.08 + 12.45 = 27.53 m  | 엘메르 니클란데르 · 핀란드                                                     | 14.71 + 12.43 = 27.14 m  |
| 양손원반던지기 자세히    | 아르마스 타이팔레 · 핀란드                                                     | 44.68 + 38.18 = 82.86 m  | 엘메르 니클란데르 · 핀란드                                                             | 40.28 + 37.68 = 77.96 m  | 에밀 망누손 · 스웨덴                                                           | 40.58 + 36.79 = 77.37 m  |
| 양손창던지기 자세히      | 율리우스 사리스토 · 핀란드                                                     | 61.00 + 48.42 = 109.42 m | 배이뇌 시카니에미 · 핀란드                                                             | 54.09 + 47.04 = 101.13 m | 우로 펠토넨 · 핀란드                                                           | 53.58 + 46.66 = 100.24 m |
| 5종경기 자세히           | 짐 소프 · 미국                                                                 | 7점                      | 페르디난드 비에 · 노르웨이                                                             | 16 점                    | 프랭크 루크맨 · 캐나다                                                         | 24점                     |
| 5종경기 자세히           | 짐 소프 · 미국                                                                 | 7점                      | 제임스 도너휴 · 미국                                                                   | 24점                     | 프랭크 루크맨 · 캐나다                                                         | 24점                     |
| 10종경기 자세히          | 짐 소프 · 미국                                                                 | 8412.955점               | 후고 비에슬란데르 · 스웨덴                                                             | 7724.495점               | 예스타 홀메르 · 스웨덴                                                         | 7347.855점               |
| 10종경기 자세히          | 짐 소프 · 미국                                                                 | 8412.955점               | 샬레스 롬베리 · 스웨덴                                                                 | 7413.510 점              | 예스타 홀메르 · 스웨덴                                                         | 7347.855점               |

## 메달 순위
| 순위        | 나라                    | 금 | 은 | 동 | 합계 |
| ----------- | ----------------------- | -- | -- | -- | ---- |
| 1           | 미국 (USA)              | 16 | 14 | 12 | 42   |
| 2           | 핀란드 (FIN)            | 6  | 4  | 3  | 13   |
| 3           | 스웨덴 (SWE)            | 3  | 6  | 6  | 15   |
| 4           | 영국 (GBR)              | 2  | 1  | 5  | 8    |
| 5           | 캐나다 (CAN)            | 1  | 2  | 2  | 5    |
| 6           | 남아프리카 공화국 (RSA) | 1  | 1  | 0  | 2    |
| 7           | 그리스 (GRE)            | 1  | 0  | 1  | 2    |
| 8           | 프랑스 (FRA)            | 0  | 2  | 0  | 2    |
| 8           | 독일 (GER)              | 0  | 2  | 0  | 2    |
| 10          | 노르웨이 (NOR)          | 0  | 1  | 0  | 1    |
| 11          | 이탈리아 (ITA)          | 0  | 0  | 1  | 1    |
| 11          | 헝가리 (HUN)            | 0  | 0  | 1  | 1    |
| 합계 (12개) | 합계 (12개)             | 30 | 33 | 31 | 94   |

## 참고
1. ↑  도너휴와 루크맨이 공동2위를 차지한 것은 10종경기 기록에서 각 선수의 기록을 산출하여 3위와 4위를 결정하는 방식이었기 때문이다. 도너휴는 3475.865점을, 루크맨은 3396.975점을 획득하여 동메달을 획득하였다. 1913년 소프 선수가 실격 처리되어 비에가 금메달을, 도너휴와 루크맨이 각각 은메달과 동메달을 받게 되었다. 그러나 70년 후 소프 선수의 기록이 다시 복구될 당시 기존 선수들의 순위가 그대로 유지되면서 금메달리스트가 두명이 되기도 했다. 결국 2022년 IOC는 짐 소프 선수를 유일 금메달리스트로 복권하고, 비에를 도너휴와 공동 은메달 수상 처리하는 것으로 결론내렸다.[1]
2. ↑  우다스키에게 주어진 총점으로 공식 점수는 8412.995점이 된다.
3. ↑  1913년 소프 선수가 실격 처리된 이래 70년 만에 기록이 복구되어 금메달리스트 2명, 은메달리스트와 동메달리스트 각각 1명으로 정정됐다. 그러나 2022년 IOC가 소프의 기록을 유일 금메달리스트로 인정하고 은메달리스트를 두 명 두는 것으로 다시 정정하였다.